# جیمی مادسن
جیمی مادسن (دانمارکی: Jimmi Madsen؛ زادهٔ ۴ ژانویهٔ ۱۹۶۹) دوچرخه‌سوار اهل دانمارک است.
وی در مسابقات کشوری و بین‌المللی در مجموع برندهٔ ۱ مدال برنز شده‌است.